# Frans Gunnar Bengtsson
Frans Gunnar Bengtsson (Tåsjö, Escània, 4 d'octubre de 1894 - Estocolm, 19 de desembre de 1954) fou un escriptor suec.
La seva obra més coneguda (i traduïda) és Röde Orm, un llibre d'aventures amb tocs d'humor sobre la vida d'un viking al voltant de l'any 1000.

## Jugador d'escacs
Bengtsson era un apassionat dels escacs, i fou també un escaquista aficionat de gran nivell a l'època de la I Guerra Mundial. Va arribar fins i tot a representar Suècia al Nordiska schackkongressen, el Congrés d'escacs nòrdic, que se celebrà a Copenhaguen el 1916. En honor seu, duu el seu nom un torneig d'escacs que se celebra anualment a Lund des de 1967, el Frans G Bengtssons Minnesturnering.

## Obres
- Tärningkast (1923) Recull de poemes
- Silversköldarna (1931) Assaigs
- De långhåriga merovingerna (1933) Recull d'assaigs
- Karl XII:s levnad (1935-1936)Assaig biografic del rei suec Karl XII
- Röde Orm Llibre d'aventures d'Orm el Viking
  - Part 1:Sjöfarare i västerled, 1941,
  - Part 2:Hemma och i österled, 1945,